# ゾフィー・フォン・ザクセン＝ラウエンブルク (ユーリヒ＝ベルク公妃)

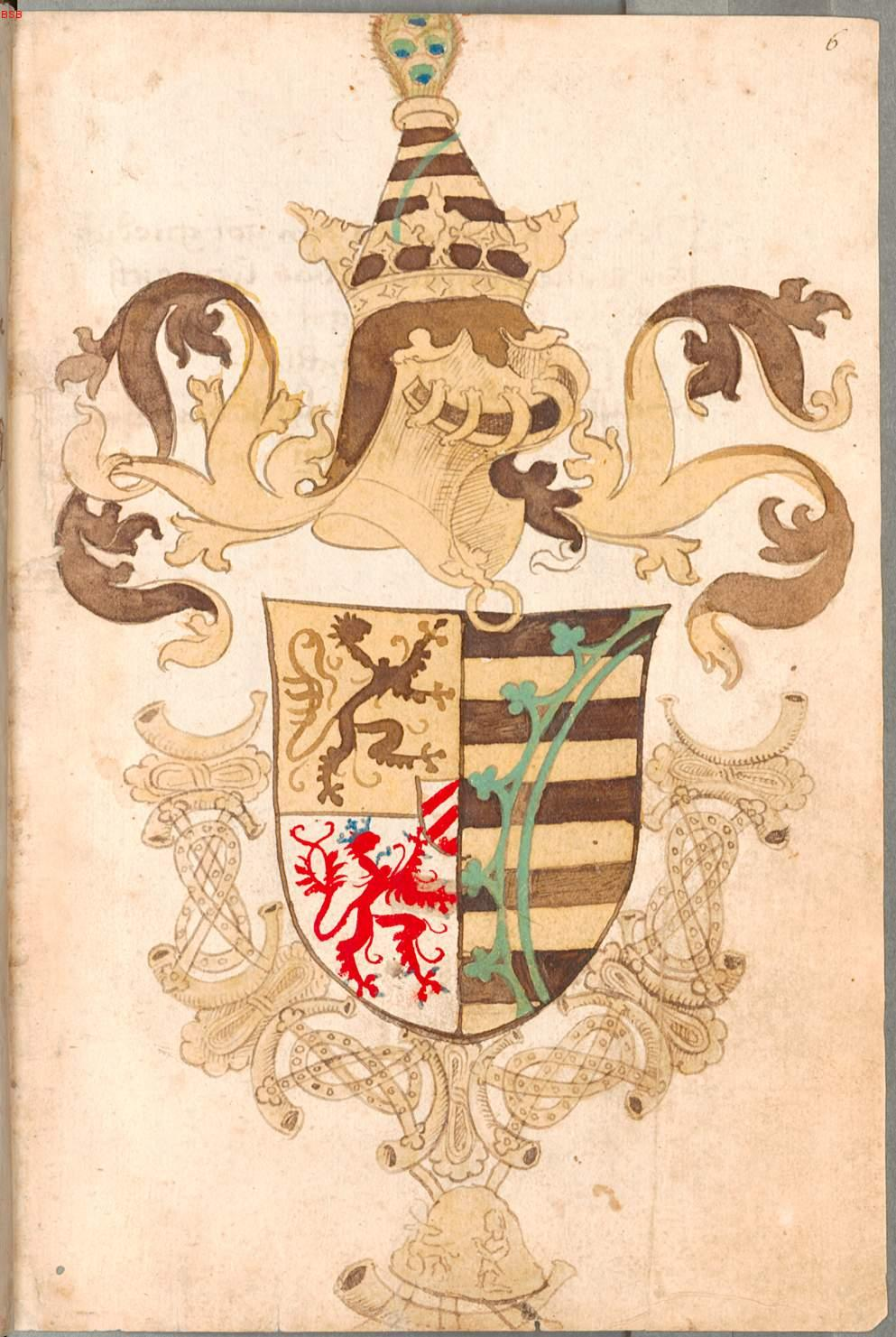
ゾフィーの紋章（聖フーベルトゥス騎士団の紋章一覧）

ゾフィー・フォン・ザクセン＝ラウエンブルク（Sophie von Sachsen-Lauenburg, 1428年 - 1473年9月9日）は、ユーリヒ＝ベルク公ゲルハルトの妃。1456年から1473年までユーリヒ＝ベルク公国の摂政をつとめた。

## 生涯
ゾフィーはザクセン＝ラウエンブルク公ベルンハルト2世と、ポメラニア公ボギスラフ8世の娘アーデルハイトの娘である。
1444年にユーリヒ＝ベルク公・ラーヴェンスベルク伯ゲルハルトと結婚した。1456年ごろにゲルハルトは精神錯乱に陥り、ゾフィーは長男ヴィルヘルムのため公国の統治を引き継いだ。
トンブルク領主フリードリヒ・フォン・ゾンブレフがゾフィーを中傷した後、1470年にゾフィーの息子らはトンブルク城を包囲し征服した。包囲中にライヒェンシュタイン修道院が火事になり、ゾフィーはその後同修道院を再建した。

## 子女
- ヴィルヘルム（1455年 - 1511年） - ユーリヒ＝ベルク公
- アンナ - メールス＝ザールヴェルデン伯ヨハン（1507年没）と結婚
- アドルフ（1458年8月1日 - 1473年9月19日）
- ゲルハルト - 早世